# Gustav Hermann Köselitz

Gustav Hermann Köselitz (1822–1910)

Gustav Hermann Köselitz (* 18. Oktober 1822 in Annaberg; † 2. Oktober 1910 ebenda) war ein Politiker der Deutschen Fortschrittspartei. Er war Vizebürgermeister seiner Heimatstadt und Abgeordneter des Sächsischen Landtags.

## Leben und Wirken
Der Sohn des Annaberger Kauf- und Handelsmanns Julius Karl Köselitz (1782–1846) ging nach dem Besuch der Gewerbeschule der nahen Industriestadt Chemnitz nach Wien, wo er in der Färberei von Alfred Corra eine Ausbildung absolvierte. Anschließend arbeitete er in Deutschland, Frankreich und der Schweiz und ließ sich 1844 als Seidenfärbereibesitzer in seiner Heimatstadt Annaberg nieder. Ab den 1860ern war er als Stadtverordneter und von 1871 an als Stadtrat von Annaberg nachweisbar. Ab 1880 hatte er das Amt des besoldeten Stadtrichters inne und war in dieser Funktion stellvertretender Bürgermeister. Von 1879 bis 1885 vertrat er den 19. städtischen Wahlkreis in der II. Kammer des Sächsischen Landtags. 1892 wurde sein Wirken mit der Ernennung zum Ehrenbürger von Annaberg gewürdigt. Er war Ritter des Albrechtsordens.
Köselitz war seit dem 3. November 1845 mit Karoline geb. Grimmer (* 29. Oktober 1819 in Horskau; † 14. März 1900 in Annaberg), Tochter eines Schneidermeisters aus Währing bei Wien verheiratet. Aus der Ehe gingen elf Kinder hervor. Ihr Sohn Heinrich Köselitz war ein Schriftsteller und Komponist, der mit Friedrich Nietzsche befreundet war und dessen Werke herausgab. Sein jüngerer Bruder Rudolf Köselitz arbeitete als Maler und Illustrator.